# Gail Devers
Yolanda Gail Devers (Seattle, 19 novembre 1966) è un'ex ostacolista e velocista statunitense, due volte campionessa olimpica dei 100 metri piani (Barcellona 1992 e Atlanta 1996) ed una volta nella staffetta 4×100 metri (Atlanta 1996).

## Biografia
Nel 1988 si qualifica per i Giochi olimpici di Seul, dove viene eliminata nella semifinale dei 100 hs. Già allora soffre di problemi fisici, emicranie che portano talvolta a momentanee perdite della vista. La sua salute si deteriora e nel 1990 le viene diagnosticato la malattia di Basedow. Dopo aver portato la sindrome in remissione si riprende tanto velocemente da vincere un argento ai campionati mondiali del 1991.
Ai Giochi 1992 Devers è straordinaria protagonista, vincendo una combattutissima gara dei 100 metri: cinque atlete arrivano nell'arco di 6 centesimi di secondo e lei conquista la medaglia d'oro davanti a Juliet Cuthbert. Nei 100 hs invece, pur essendo favorita, giunge solo quinta, inciampando sull'ultimo ostacolo mentre stava conducendo la gara con largo margine sulle avversarie; la prova venne vinta dalla greca Paraskeuī Patoulidou.
Nel 1993 vince la sua prima medaglia d'oro ai mondiali, facendo propri i 100 metri, in cui batte al fotofinish Merlene Ottey con un verdetto molto discusso. In tutto in carriera Gail Devers conquista 5 titoli mondiali.
Il duello con la giamaicana si ripete ad Atlanta 1996 e ancora una volta è la statunitense a vincere al fotofinish; diventa così la prima donna a conservare il titolo olimpico nei 100 m piani dai tempi di Wyomia Tyus. A questa vittoria ne aggiunge un'altra con l'oro nella 4×100 m.
Ha vinto il Best Female Track Athlete ESPY Award nel 1994, 2003 e 2004. Ha stabilito la miglior prestazione mondiale stagionale nei 100 hs nel 1993, 1999, 2000, 2002 e 2003.

## Progressione

### 100 metri piani
| Stagione | Tempo | Luogo         | Data      | Rank. Mond. |
| -------- | ----- | ------------- | --------- | ----------- |
| 2004     | 11"05 | Eugene        | 19-6-2004 | 11ª         |
| 2003     | 11"11 | Saint-Denis   | 24-8-2003 | 15ª         |
| 2002     | 11"45 | Port of Spain | 4-5-2002  | 104ª        |
| 2000     | 10"99 | Sacramento    | 14-7-2000 | 11ª         |
| 1999     | 10"94 | Siviglia      | 22-8-1999 | 7ª          |
| 1997     | 10"88 | Berlino       | 26-8-1997 | 5ª          |
| 1996     | 10"83 | Milano        | 7-9-1996  | 3ª          |
| 1995     | 11"04 | Long Beach    | 15-7-1995 | 8ª          |
| 1994     | 11"12 | Knoxville     | 16-6-1994 |             |
| 1993     | 10"82 | Stoccarda     | 16-8-1993 | 1ª          |
| 1993     | 10"82 | Losanna       | 7-7-1993  | 1ª          |
| 1992     | 10"82 | Barcellona    | 1-8-1992  | 2ª          |
| 1991     | 11"29 | New York      | 20-7-1991 |             |
| 1988     | 10"97 | Indianapolis  | 16-7-1988 | 11ª         |
| 1987     | 10"98 | Berlino       | 21-8-1987 | 8ª          |
| 1986     | 11"12 | Indianapolis  | 5-6-1986  |             |
| 1985     | 11"19 | Westwood      | 4-5-1985  | 12ª         |
| 1984     | 11"51 | Los Angeles   | 2-6-1984  |             |

### 100 metri ostacoli
| Stagione | Tempo | Luogo        | Data      | Rank. Mond. |
| -------- | ----- | ------------ | --------- | ----------- |
| 2004     | 12"50 | Kingston     | 7-5-2004  | 4ª          |
| 2003     | 12"45 | Monaco       | 14-9-2003 | 1ª          |
| 2002     | 12"40 | Losanna      | 2-7-2002  | 1ª          |
| 2001     | 12"53 | Zurigo       | 17-8-2001 | 2ª          |
| 2000     | 12"33 | Sacramento   | 23-7-2000 | 1ª          |
| 1999     | 12"37 | Siviglia     | 28-8-1999 | 1ª          |
| 1996     | 12"62 | Atlanta      | 23-6-1996 | 7ª          |
| 1995     | 12"61 | Sacramento   | 17-6-1995 | 2ª          |
| 1993     | 12"46 | Stoccarda    | 20-8-1993 | 1ª          |
| 1992     | 12"55 | New Orleans  | 28-6-1992 | 2ª          |
| 1991     | 12"48 | Berlino      | 10-9-1991 | 3ª          |
| 1988     | 12"61 | Westwood     | 21-5-1988 | 6ª          |
| 1987     | 13"28 | Corvallis    | 23-5-1987 |             |
| 1986     | 13"08 | Indianapolis | 5-6-1986  |             |
| 1985     | 13"16 | Westwood     | 18-5-1985 | 11ª         |
| 1984     | 14"32 |              |           |             |

## Palmarès
| Anno | Manifestazione      | Sede         | Evento      | Risultato  | Prestazione | Note                                     |
| ---- | ------------------- | ------------ | ----------- | ---------- | ----------- | ---------------------------------------- |
| 1987 | Giochi panamericani | Indianapolis | 100 m piani | Oro        | 11"14       |                                          |
| 1988 | Giochi olimpici     | Seul         | 100 m hs    | Semifinale | 13"51       |                                          |
| 1991 | Mondiali            | Tokyo        | 100 m hs    | Argento    | 12"63       |                                          |
| 1992 | Giochi olimpici     | Barcellona   | 100 m piani | Oro        | 10"82       |                                          |
| 1992 | Giochi olimpici     | Barcellona   | 100 m hs    | 5ª         | 12"75       |                                          |
| 1993 | Mondiali indoor     | Toronto      | 60 m piani  | Oro        | 6"95        | Record dei campionati                    |
| 1993 | Mondiali            | Stoccarda    | 100 m piani | Oro        | 10"82       | Record dei campionati                    |
| 1993 | Mondiali            | Stoccarda    | 100 m hs    | Oro        | 12"46       | Record nord-centroamericano              |
| 1993 | Mondiali            | Stoccarda    | 4×100 m     | Argento    | 41"49       |                                          |
| 1995 | Mondiali            | Göteborg     | 100 m hs    | Oro        | 12"68       |                                          |
| 1996 | Giochi olimpici     | Atlanta      | 100 m piani | Oro        | 10"94       |                                          |
| 1996 | Giochi olimpici     | Atlanta      | 100 m hs    | 4ª         | 12"66       |                                          |
| 1996 | Giochi olimpici     | Atlanta      | 4×100 m     | Oro        | 41"95       |                                          |
| 1997 | Mondiali indoor     | Parigi       | 60 m piani  | Oro        | 7"06        |                                          |
| 1997 | Mondiali            | Atene        | 4×100 m     | Oro        | 41"47       | Record dei campionati                    |
| 1999 | Mondiali indoor     | Maebashi     | 60 m piani  | Argento    | 7"02        |                                          |
| 1999 | Mondiali            | Siviglia     | 100 m piani | 5ª         | 10"95       |                                          |
| 1999 | Mondiali            | Siviglia     | 100 m hs    | Oro        | 12"37       | Miglior prestazione mondiale stagionale  |
| 2000 | Giochi olimpici     | Sydney       | 100 m hs    | Semifinale | dnf         |                                          |
| 2001 | Mondiali            | Edmonton     | 100 m hs    | Argento    | 12"54       | Miglior prestazione personale stagionale |
| 2003 | Mondiali indoor     | Birmingham   | 60 m hs     | Oro        | 7"81        |                                          |
| 2003 | Mondiali            | Saint-Denis  | 100 m piani | 6ª         | 11"11       | Miglior prestazione personale stagionale |
| 2003 | Mondiali            | Saint-Denis  | 100 m hs    | Semifinale | 12"87       |                                          |
| 2004 | Mondiali indoor     | Budapest     | 60 m piani  | Oro        | 7"08        |                                          |
| 2004 | Mondiali indoor     | Budapest     | 60 m hs     | Argento    | 7"78        |                                          |
| 2004 | Giochi olimpici     | Atene        | 100 m piani | Semifinale | 11"22       |                                          |
| 2004 | Giochi olimpici     | Atene        | 100 m hs    | Batteria   | dnf         |                                          |

## Campionati nazionali
- 10 volte campionessa nazionale dei 100 m ostacoli (1991, 1992, 1995, 1996, 1999, 2000, 2001, 2002, 2003, 2004)

## Altre competizioni internazionali
1996
- Argento alla Grand Prix Final ( Milano), 100 m piani - 10"83

2000
- Oro alla Grand Prix Final ( Doha), 100 m hs - 12"85

2002
- Oro alla Grand Prix Final ( Parigi), 100 m hs - 12"51
- Oro in Coppa del mondo ( Madrid), 100 m hs - 12"65

2003
- Oro alla World Athletics Final ( Monaco), 100 m hs - 12"45